# Richard G. Scott
Richard Gordon Scott (7 de noviembre de 1928 – 22 de septiembre de 2015) fue un científico americano y dirigente religioso que sirvió como miembro del Quórum de los Doce Apóstoles de La Iglesia de Jesucristo de los Santos de los últimos días (LDS Iglesia).
Scott nació en Idaho en 1928 y creció en Washington, D.C.. Estudió en la Universidad de George Washington, se graduó en 1950 con un grado B.S. en ingeniería mecánica. Cumplió con una misión de tiempo completo en la misión Uruguay de 1950 a 1953, obteniendo así una gran fluidez nativa en español. A su regreso en 1953, Scott se casó con Jeanene Watkins, su novia universitaria e hija del senador de los Estados Unidos Arthur Watkins, y empezó a trabajar como ingeniero nuclear para Reactores Navales bajo la jefatura de Almirante Hyman Rickover.  Scott trabajó para el gobierno de EE. UU. hasta 1965 debido a que fue llamado a servir como presidente de misión en Argentina.  Completó su servicio en 1968 y regresado a Washington D. C., donde trabajó para una consultoría en una empresa privada de ingeniería nuclear. La carrera científica de Scott terminó en 1977 cuándo fue llamado a servir como autoridad general. Debido a la muerte de Marion G. Romney en 1988, Scott fue escogido para llenar la vacante en el Quórum de los Doce Apóstoles y sirvió en esa posición hasta su muerte en 2015.

## Experiencia y educación
Scott nació en Pocatello, Idaho, hijo de Kenneth Leroy Scott y Mary Eliza Whittle. Cuando tenía cinco años, su familia se mudó a Washington D. C., donde su padre trabajó para el Departamento de agricultura de los EE. UU. Para entonces su padre no era miembro de La Iglesia de Jesucristo de los Santos de los Últimos días y su madre aunque sí era miembro de la iglesia, era menos activa. El Secretario de Agricultura de los EE. UU. en la administración de Eisenhower era el Apóstol Ezra Taft Benson, quien nombró a Kenneth Scott como Vicesecretario de Agricultura. La influencia de Benson ayudó a la conversión y reactivación de los padres de Richard. Más tarde cuando Ezra Taft Benson servía como presidente de la Iglesia, nombró a Richard G. Scott como apóstol de la Iglesia en 1988.
Animado por su obispo y maestros orientadores, Scott había asistido a la iglesia esporádicamente durante su juventud, pero se sentía fuera de lugar. Carecía de confianza social y atléticamente en la escuela, a pesar de ser un excelente estudiante y presidente de su clase, también tocó el clarinete en la banda, y fue el tambor principal en la banda de marcha.
Durante sus veranos de la escuela, Scott realizó varios trabajos para financiar sus gastos universitarios. Trabajando en un barco de ostras en la costa de Long Island, Nueva York, durante un verano, el jefe de pescadores se burló de él porque no bebía alcohol. Cuándo un hombre de 17 años cayó por la borda "Scotty" era el único hombre sobrio a bordo, y por eso lo enviaron a buscarlo. En otros veranos, Scott cortó árboles en Utah para el servicio de bosques y reparando coches de ferrocarril; también trabajó como lava vajillas y ayudante de cocinero para una empresa maderera en Utah.
Scott se graduó de la Universidad George Washington con un grado en Ciencias en Ingeniería Mecánica. Durante una cita con Jeanene Watkins, hija del senador de los EE. UU. Arthur V. Watkins. ella dijo que solo se casaría en el Templo y con un misionero que haya regresado con honor, los planes de Scott cambiaron y solicitó ser un misionero de tiempo completo. Fue llamado a prestar servicio en la misión Uruguay Montevideo. Fue durante su servicio como misionero que Scott fue capaz de llenar todos los espacios de soledad que había sentido desde su juventud. Jeanene se Graduó en Sociología y un día después de la graduación salió a cumplir una misión de tiempo completo al noroeste de los Estados Unidos. Después de que ellos completaron su servicio misional se casaron en el Templo de Manti el 16 de julio de 1953.
La familia Scott tuvo siete hijos, cinco de los cuales llegaron a la edad adulta. Su primer hijo murió después de una operación para corregir una condición de corazón congénita. Su segunda hija vivió unos minutos y murió seis semanas antes de la muerte de su primer hijo. Jeanene Watkins Scott murió el 15 de mayo de 1995, después de luchar contra el cáncer.

## Carrera
Unas cuantas semanas después de regresar de Uruguay, Scott fue entrevistado por Hyman G. Rickover, "padre de la nuclear Navy". La entrevista parecía ir mal desde el principio, cuando Scott mencionó su servicio como misionero, el Capitán volátil dijo, "y qué me importa su misión?" Cuando preguntó cuál era el último libro que leyó, Scott tuvo que contestar sinceramente que fue el Libro de Mormón. Cuando todo pareció perdido para Scott, se paró para irse, pero Rickover le dijo que esperara y le dijo que todo había sido para probar su confianza en lo que creía ya que este iba a ser un proyecto difícil.  A Scott se le ofreció el trabajo para hacer el diseño de un reactor nuclear para un submarino el primer submarino nuclear impulsado con energía atómica de la Marina de los Estado Unidos. Mientras trabajaba para Reactores Navales, Scott rendía informes a Harry Mandil, director de la rama de ingeniería del reactor, llegando a ser uno de los ingenieros clave de Mandil. Más tarde Scott completó lo que era un equivalente a un doctorado en ingeniería nuclear en el Laboratorio Nacional Oak Ridge en Tennessee, pero debido a la naturaleza clasificada del trabajo, no le fue otorgado un grado universitario formal. También trabajó en el desarrollo del Shippingport Estación de Poder Atómico en tierra—. Trabajó con Rickover hasta que en 1965 él y su familia se mudaron a Córdoba, Argentina cuándo fue nombrado presidente de la misión de Argentina Norte. Uno de sus misioneros fue D. Todd Christofferson, quién más tarde sería llamado para servir en el Quórum del Doce con Scott.
Después de su regreso de Argentina, Scott se unió con unos extrabajadores de Rickover en una empresa de consultoría privada que se especializaba en ingeniería nuclear en Washington D. C. y trabajó allí hasta su llamado como autoridad general de la iglesia en 1977.

## LDS Servicio de iglesia
Scott sirvió en la Iglesia de Jesucristo de Los Santos de Los Últimos días con sus muchas capacidades. Su capacidad de hablar español ayudó en muchas asignaciones. Aparte de su misión de 31 meses en Uruguay,  sirvió como consejero en una presidencia de estaca, antes de su servicio como presidente de misión. Sirvió como representante regional en Uruguay, Paraguay, Carolina del Norte, Carolina del Sur, Virginia, y áreas de Washington D. C.. fue llamado como autoridad general en el primer Quórum de los Setenta en abril de 1977. En 1983,  se llamó a la Presidencia de los Setenta.
Como setenta, Scott sirvió como director del departamento Genealógico y Administrador Ejecutivo de la iglesia para América Central y sur de México.
El 1 de octubre de 1988, Scott fue llamado a servir en el Quórum de los Doce Apóstoles, llenando la vacante dejada tras la muerte del Presidente del Quorum Marion G. Romney. Como miembro del Quórum de los Doce, Scott fue aceptado por la iglesia como profeta, vidente, y revelator.
Después de no hablar en la conferencia general de la iglesia al principio del mes de abril el 23 de abril de 2015, Scott fue hospitalizado con hemorragia gastrointestinal. La hemorragia estuvo bajo control dentro de las próximas 24 horas y salió del hospital el 28 de abril. Fue determinado que la hemorragia fue causada por una úlcera. La iglesia informó que el Elder Scott fue conocido por su manera suave y servicio dedicado, ha experimentado un incidente causado por la edad y no es plenamente capaz de participar en reuniones del Quórum de los Doce en este momento. Los doctores consideran su condición como estable."
Scott murió el 22 de septiembre de 2015, debido a un incidente por causa de la edad.

## Escritos
Scott era un ponente y habitual orador en el Sistema Educativo de la Iglesia y en las Conferencias Generales de la Iglesia de Jesucristo de Los Santos de Los Últimos Días. En este entorno se le conocía como "un emisor de conversaciones de compasión ... mirando directamente a la cámara y abogando por el arrepentimiento y la mejora de las vidas de los miembros. Enfatiza la compasión del Salvador y la voluntad de perdonar las transgresiones del pasado y aboga para que los miembros se arrepientan y que sigan adelante con sus vidas"
En 2007, Scott escribió su primer libro escrito como apóstol con título en inglés "Finding Peace, Happiness and Joy" (Buscando la paz, la felicidad y el gozo) solo en inglés. Lleva muchos temas de sus conversaciones, como el arrepentimiento y la felicidad de encontrar a través de la expiación. De Jesucristo
Algunos de los discursos que ha pronunciado en las conferencias generales son:
- "Para sanar las consecuencias devastadoras del abuso", abril de 2008 Conferencia General
- "La verdad: La base de las decisiones correctas", octubre de 2007 Conferencia General
- "Jesucristo, Nuestro Redentor", abril de 1997 Conferencia General